# 扬·亨佩尔
扬·亨佩尔（德語：Jan Hempel，1971年8月21日—），德国男子跳水运动员。他曾代表东德、德国参加1988年、1992年、1996年和2000年夏季奥林匹克运动会跳水比赛，获得一枚银牌和一枚铜牌。